# Symphytum gussonei
Symphytum gussonei är en strävbladig växtart som beskrevs av F. Schultz. Symphytum gussonei ingår i släktet vallörter, och familjen strävbladiga växter. Inga underarter finns listade i Catalogue of Life.